# Hélène Edlund
Hélène Sofie Edlund (20. října 1858, Lindesberg - 30. června 1941, Danderyd) byla švédská fotografka.

## Životopis
Na konci 19. století působila ve Stockholmu mimo jiné v ateliéru na adrese Östermalmstorg 2. Kromě práce portrétní fotografky dokumentovala aktivity Severského muzea a Skansenu a fotografovala velké množství krojů. Héléne Edlund darovala Severskému muzeu barevné portréty lidí v krojích. Tyto fotografie se od té doby používají jako modely pro pohlednice.
Její fotografie jsou k vidění v Severském muzeu a ve sbírkách Městského muzea ve Stockholmu.

## Vybrané fotografie

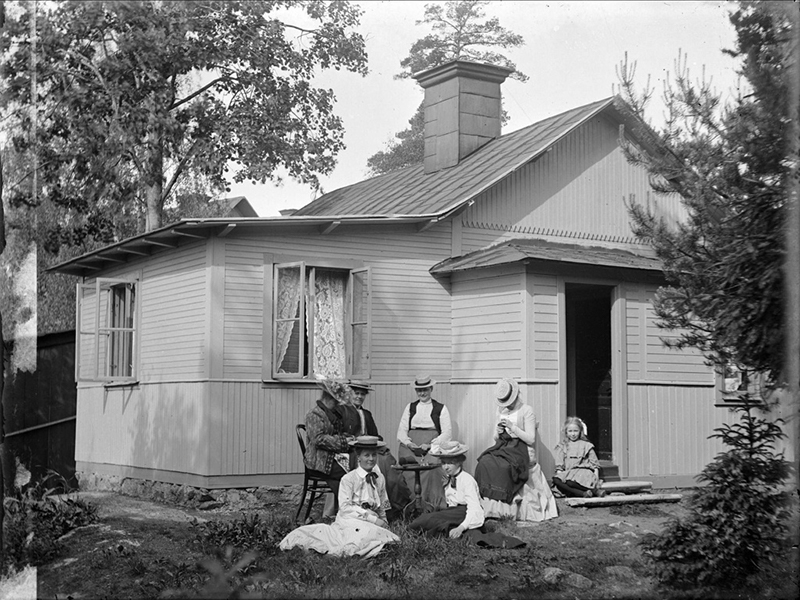
Letní oslava na souostroví, kolem roku 1900.
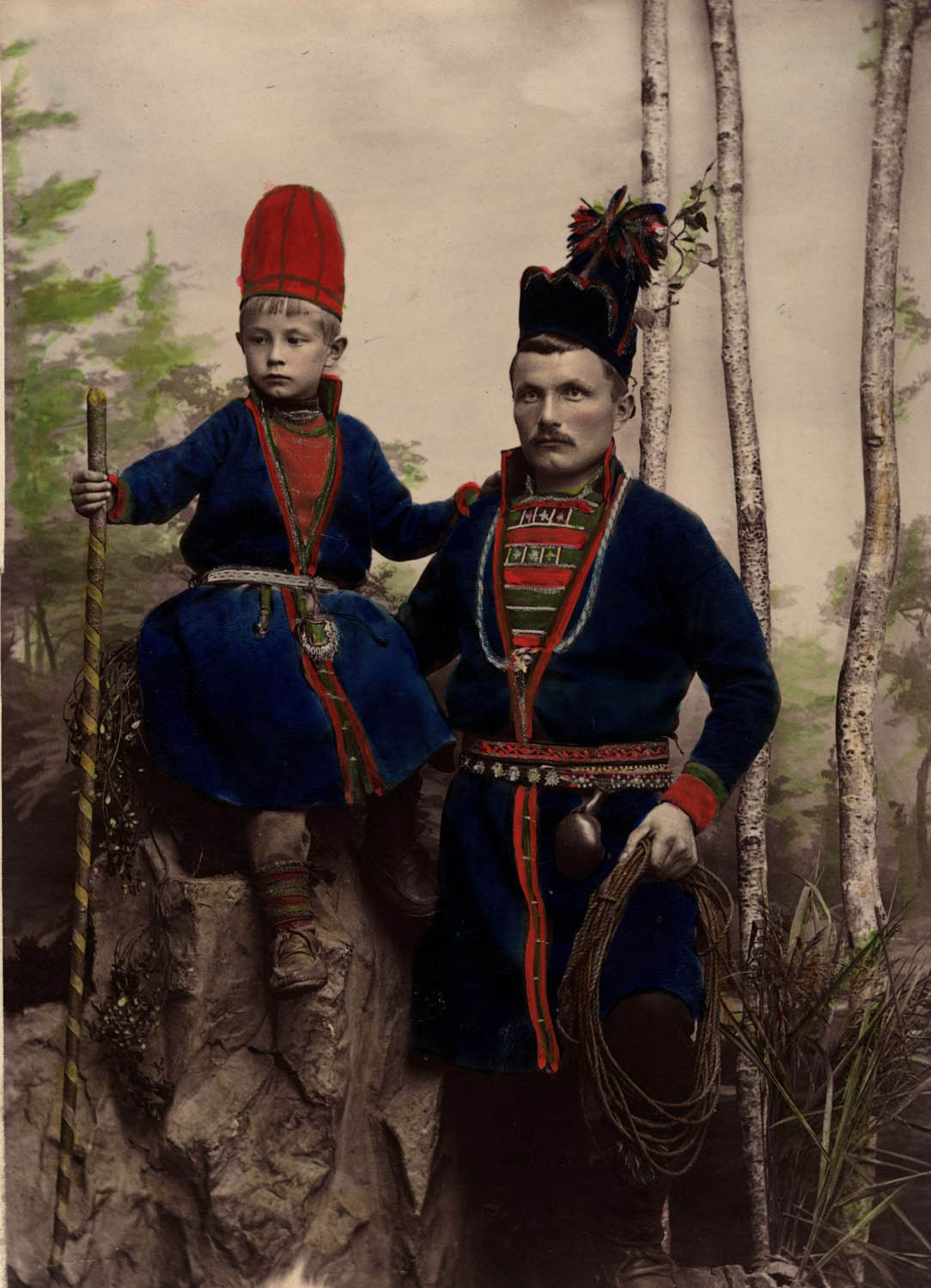
Portrétní fotografie Nejly a Mattiase Årén, konec 19. století.
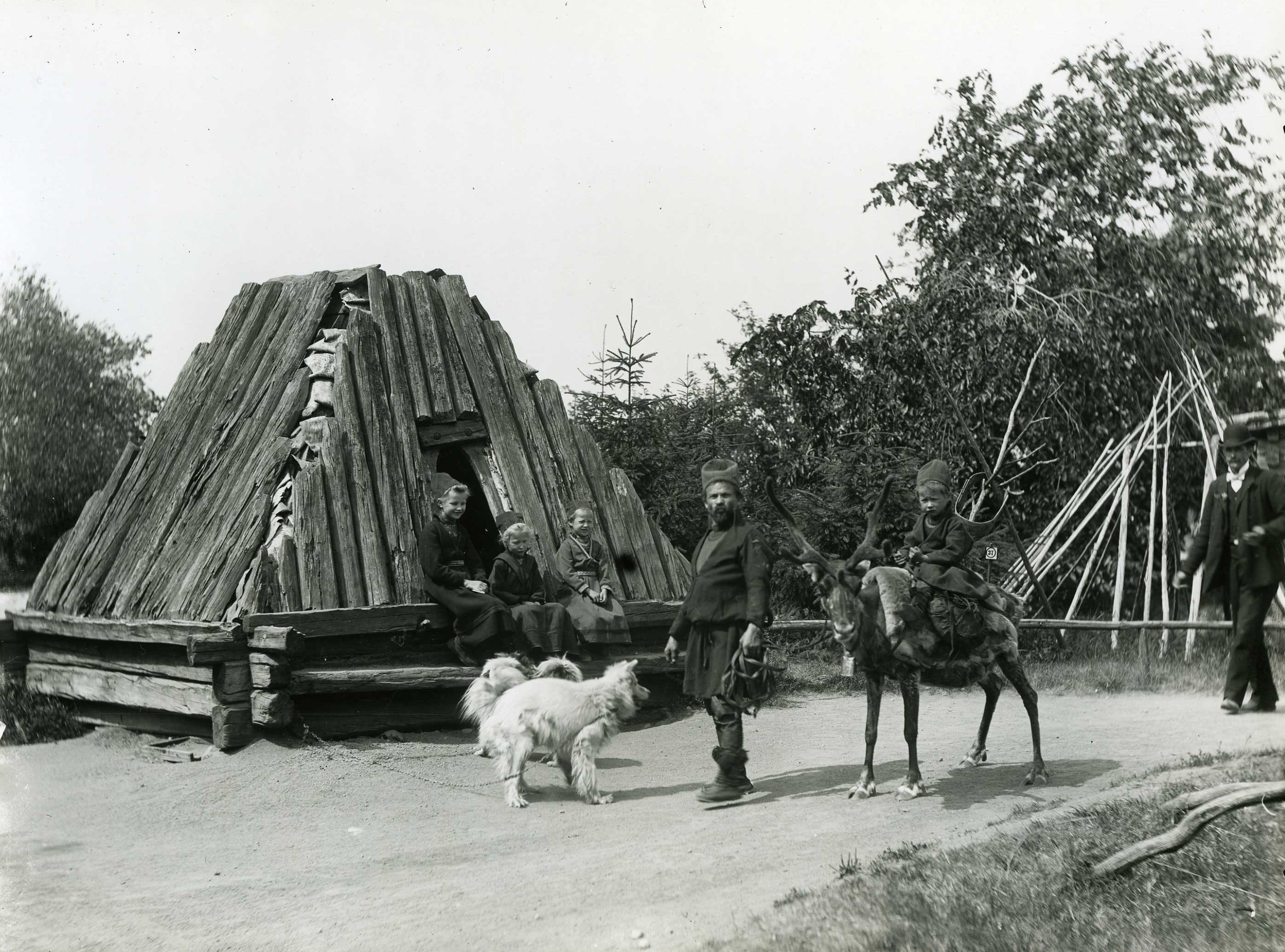
Rodina Samiů v rezidenci ve skansenu na přelomu 19. a 20. století
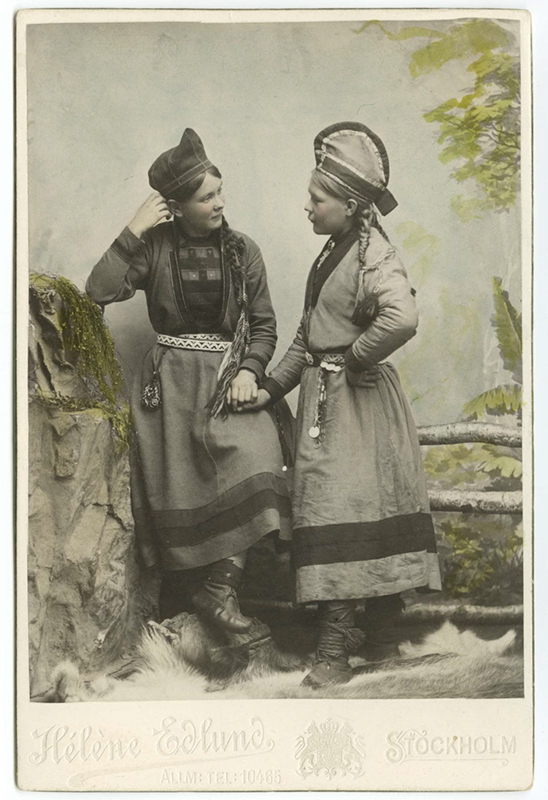
Ateliérový portrét dvou dívek Sami nosící tradiční oblečení kolt, Nordiska Museet
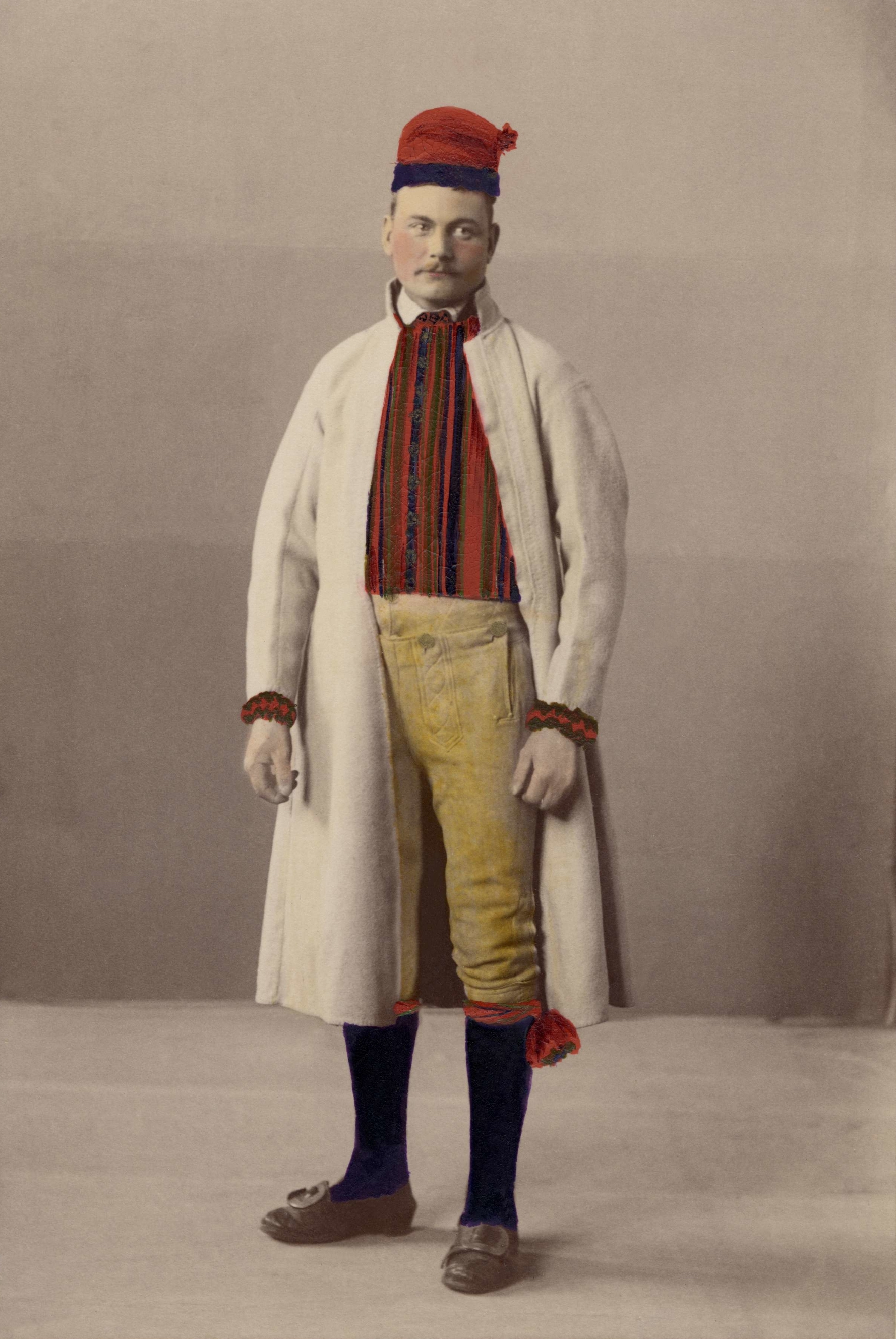
Ateliérový portrét muže, Nordiska Museet
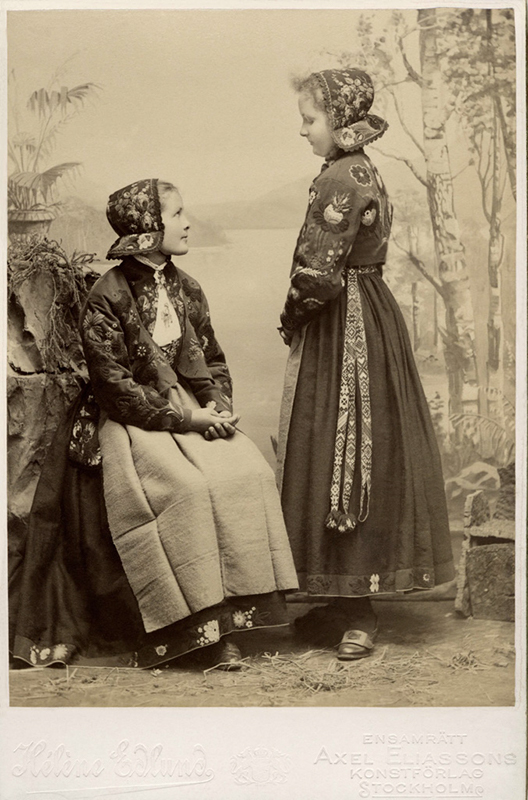
Dvě mladé dívky pózující v kostýmech s květinovými vzory a šátky, Nordiska Museet